# Juan José Rubio de Urquía
Juan José Rubio de Urquía (Madrid, 30 de enero de 1949) es un diplomático español, desde el 6 de noviembre de 2010, hasta el 20 de agosto de 2015 embajador de España en Afganistán.

## Biografía
Licenciado en Ciencias Biológicas, ingresó en 1985 en la carrera diplomática. Ha estado destinado en las representaciones diplomáticas españolas en China, República Federal Alemana y Portugal. Fue subdirector general de Cooperación con África Occidental, Central y Oriental, y con los Países Árabes y Mediterráneos. En 2000 fue nombrado Cónsul General de España en Casablanca y, posteriormente, desempeñó las Segundas Jefaturas en las Embajadas de España en Rumania e Irak. Fue subdirector General de Europa Oriental y otros Países Europeos no Comunitarios.